# Lucien Mettomo
Lucien Mettomo (Douala, 1977. április 19. –) kameruni válogatott labdarúgó.

## Sikerei, díjai
- Kamerun
  - Afrikai nemzetek kupája: 2000, 2002